# Philipp Wilhelm (Politiker)
Philipp Wilhelm (* 7. Oktober 1988 in Davos) ist ein Schweizer Politiker (SP). Er ist Landammann von Davos und Mitglied im Grossen Rat des Kantons Graubünden.

## Leben
Philipp Wilhelm wuchs in Davos Monstein in einer Schreinerfamilie auf. Er besuchte die Schweizerische Alpine Mittelschule in Davos, gründete als Teenager die Punkband «Legal Crime», für die er Songs schrieb, und trat der Juso bei. Ab 2007 studierte er Architektur an der ETH Zürich. 2015 schloss er das Studium mit einem Master ab. Von 2016 bis 2020 war er als selbstständiger Architekt bei HausBauWerkStadt in Davos Monstein tätig. Seit 2021 ist er vollamtlicher Landammann von Davos. Ein Amt, das zuvor im Ort über 100 Jahre von Vertretern der FDP ausgeübt worden war; Philipp Wilhelm ist der erste Sozialdemokrat an der Spitze der Stadt.

## Politischer Werdegang
Von 2012 bis 2020 war Philipp Wilhelm Mitglied des Grossen Landrats von Davos und Mitglied der Geschäftsprüfungskommission, 2019 war er Landratspräsident. Von 2016 bis 2020 war er ausserdem Präsident der SP Graubünden. Seit 2018 sitzt Philipp Wilhelm für den Kreis Davos im Grossen Rat des Kantons Graubünden. Auf Wilhelms Vorstoss hin hiess der Grosse Rat 2021 den «Green Deal für Graubünden» gut. Damit fliessen erhebliche Mittel in die Förderung des öffentlichen Verkehrs, in erneuerbare Energien und Gebäudesanierungen zur Senkung des CO2-Ausstosses.

## Engagements
Von 2009 bis 2017 war Philipp Wilhelm Präsident und Mitbegründer des Vereins IG offenes Davos. Dieser setzt sich für einen würdevollen Aufenthalt geflüchteter Menschen in Davos ein, berät sie in Rechtsfragen und unterstützt sie in sozialen Bedürfnissen.
Von 2011 bis 2020 engagierte er sich im Vorstand des Mieter- und Mieterinnenverbands Graubünden. Er war Gründungs- und Vorstandsmitglied des Vereins Kulturallianz Davos von 2017 bis 2020 und Stiftungsratsmitglied des Bergbaumuseums Graubünden von 2018 bis 2020.
Seit 2020 ist er Gründungs- und Vorstandsmitglied beim Verein Kulturplatz Davos. Er ist Verwaltungsrat der Davos Destinations-Organisation, Mitglied im Vorstand Wissensstadt Davos sowie Mitglied der Stiftungsräte des Kirchner Museums Davos, des Davos Festivals, des Schweizerischen Sportgymnasiums Davos und des Schweizerischen Forschungsinstituts für Hochgebirgsklima und Medizin Davos SFI.

## Publikationen
- mit Jürg Grassl und Köbi Gantenbein: Bauen in Davos. Ein Führer zu zeitgenössischer und historischer Architektur. Edition Hochparterre, Zürich 2019.